# لانيودوغ (أنغلزي)
لانيودوغ (بالإنجليزية: Llaneuddog)‏ هي منطقة سكنية تقع في ويلز في أنغلزي.